# Fuerza Ciudadana (Perú)
Fuerza Ciudadana fue un partido político peruano de centroizquierda que combinó en su ideario la socialdemocracia, el republicanismo, el socioliberalismo, el feminismo y el ambientalismo. Fundado en agosto de 2019, a partir de la fusión del Fuerza Social y el movimiento Ciudadanos por el Cambio.

## Historia
Tuvo su Congreso Fundacional en la ciudad de Lima, en agosto de 2019. En octubre de 2019, el partido decidió abstenerse de participar en las elecciones parlamentarias extraordinarias de Perú de 2020, a través de la coalición Juntos por el Perú de la que formaba parte, debido a la decisión de firmar una alianza tripartita con Nuevo Perú y con el partido Perú Libre, este último con cuestionamientos éticos y políticos. En enero del 2020, solicitó el kit para su registro oficial ante el Jurado Nacional de Elecciones.  En su asamblea extraordinaria de marzo del 2019, el partido ratificó su decisión de buscar su inscripción legal, aprobó su retiro formal de Juntos por el Perú y aprobó su política de alianzas con organizaciones afines en la izquierda y el centro político.
En junio de 2020, inició conversaciones con miras a la formación de una coalición de centro progresista y en septiembre de 2020, el partido firmó un acuerdo político programático con el Partido Morado para participar en las elecciones generales de Perú del 2021. Entre sus miembros, la activista LGBT+ Susel Paredes se inscribió en el Partido Morado y fue seleccionada para encabezar la lista del Congreso por la circunscripción de Lima. También participan como candidatos: Susana Chávez por Lima, Segundo Flores por Tumbes y Sandro Chávez por el Parlamento Andino. Otros miembros del partido son el ex-congresista Richard Arce y el analista político Carlos Tapia.
En 2022, Fuerza Ciudadana se incorpora al partido Primero La Gente con miras a las elecciones del 2026.

## Resultados electorales

### Elecciones presidenciales
| Año  | Fórmula presidencial | Fórmula presidencial | Fórmula presidencial | Fórmula presidencial | Votos   | %               | Resultado | Notas                             |
| Año  | Presidente           | Presidente           | Vicepresidentes      | Vicepresidentes      | Votos   | %               | Resultado | Notas                             |
| ---- | -------------------- | -------------------- | -------------------- | -------------------- | ------- | --------------- | --------- | --------------------------------- |
| 2021 |                      | Julio Guzmán         | 1.º                  | Flor Pablo           | 325 608 | \| \| 2.26 % \| | 10.º      | En alianza con el Partido Morado. |
| 2021 | 2.º                  | Julio Guzmán         | Improcedente         |                      | 325 608 | \| \| 2.26 % \| | 10.º      | En alianza con el Partido Morado. |
|      | 2.26 %               |                      |                      |                      |         |                 |           |                                   |

### Elecciones parlamentarias
|  | 4.80 % |

|  | 5.42 % |

### Elecciones al Parlamento Andino
| Año  | Votos   | %               | Escaños | Posición | Notas                             |
| ---- | ------- | --------------- | ------- | -------- | --------------------------------- |
| 2021 | 584 468 | \| \| 5.53 % \| | 0/5     | 7.º      | En alianza con el Partido Morado. |
|      | 5.53 %  |                 |         |          |                                   |